# Netarts
Netarts is een plaats (census-designated place) in de Amerikaanse staat Oregon, en valt bestuurlijk gezien onder Tillamook County.

## Demografie
Bij de volkstelling in 2000 werd het aantal inwoners vastgesteld op 744.

## Geografie
Volgens het United States Census Bureau beslaat de plaats een oppervlakte van 6,8 km², geheel bestaande uit land. Netarts ligt op ongeveer 20 m boven zeeniveau.

## Plaatsen in de nabije omgeving
De onderstaande figuur toont nabijgelegen plaatsen in een straal van 16 km rond Netarts.